# Петровеньки
Петрове́ньки — село в Україні, у Зимогір'ївській міській громаді Алчевського району Луганської області. Населення становить 704 особи. До 2020 - орган місцевого самоврядування — Хорошенська сільська рада.
Знаходиться на тимчасово окупованій території України. 
Відповідно до Розпорядження Кабінету Міністрів України від 12 червня 2020 року № 717-р «Про визначення адміністративних центрів та затвердження територій територіальних громад Луганської області» увійшло до складу Зимогір'ївської міської громади.

## Географія
Село розташоване на обох берегах річки Лугань, у місця впадання правої притоки Комишувахи. Сусідні населені пункти: села Пахалівка на півночі, Дачне і селище Фрунзе на північному заході (всі три вище за течією Лугані); села Бердянка, Весняне на заході, Червоний Лиман, Зарічне  (обидва вище за течією Комишувахи) на південному заході, Хороше (нижче за течією Лугані) на південно сході, Новогригорівка на сході.

## Населення
За даними перепису 2001 року населення села становило 704 особи, з них 43,89% зазначили рідною українську мову, а 56,11% — російську.